# Engerwitzdorf
Engerwitzdorf – gmina w Austrii, w kraju związkowym Górna Austria, w powiecie Urfahr-Umgebung. Według Austriackiego Urzędu Statystycznego liczyła 8609 mieszkańców (1 stycznia 2015).